# Rynoskopia
Rynoskopia albo rinoskopia (łac. rhinoscopia) – metoda diagnostyczna, polegająca na badaniu jam nosowych wzrokiem, powszechnie stosowana przez laryngologów.

## Podział
- rynoskopia przednia (z wykorzystaniem wziernika Hartmana)
- rynoskopia środkowa (obecnie nie stosowana)
- rynoskopia tylna (z wykorzystaniem lusterka laryngologicznego)